# جوزيف شميتز
جوزيف شميتز (بالإنجليزية: Joseph E. Schmitz)‏ (و. 1956 – م)هو ضابط، ورجل أعمال، ومحامي من الولايات المتحدة الأمريكية . ولد في ميلواكي، ويسكنسن .
وهو عضو في الحزب الجمهوري .

## التعليم
تعلم في جامعة ستانفورد، وأكاديمية الولايات المتحدة البحرية.

## مناصب وهيئات
أدار جامعة جورجتاون.

## الخدمة العسكرية
خدم في بحرية الولايات المتحدة.